# 1953 في نيوزيلندا
فيما يلي قوائم الأحداث التي وقعت خلال عام 1953 في نيوزيلندا.

## التعداد السكاني
- العدد التقديري للسكان في 31 ديسمبر: 2,074,700,2 نسمة.[1]
- الزيادة منذ 31 ديسمبر 1952: 50,100 (2.47%).

## رياضة
- 1 يناير – كأس نيوزيلندا 1953 الفائز Eastern Suburbs AFC [الإنجليزية]‏.

## مواليد

### يناير
- 1 يناير – آرثر براون لاعب كرة قدم نيوزلندي.
- 1 يناير – باول كاميرون لاعب كرة قدم نيوزيلندي.
- 1 يناير – ديفيد أستون ممثل نيوزيلندي.
- 1 يناير – ديفيد بورغس لاعب كرة قدم نيوزيلندي.
- 1 يناير – كينغسلي بيرد فنان نيوزيلندي.
- 1 يناير – مارك أرمسترونغ لاعب كرة قدم نيوزيلندي.
- 2 يناير – أنتوني شورت لاعب كركيت نيوزيلندي.
- 3 يناير – كين ستيوارت لاعب رغبي نيوزيلندي.
- 5 يناير – وارويك فريمان مصمم مجوهرات نيوزيلندي.
- 13 يناير – بوب باركر سياسي نيوزلندي.

### فبراير
- 17 فبراير – غاريث مورغان اقتصادي نيوزيلندي.

### مارس
- 1 مارس – كولن هيرنغ سبّاح نيوزيلندي.
- 11 مارس – ستيوارت كون لاعب رغبي نيوزيلندي.
- 11 مارس – غاري وليامز لاعب كريكت نيوزلندي.
- 23 مارس – فيل جود موسيقية نيوزيلندية.
- 25 مارس – بريغيد لوري

### أبريل
- 28 أبريل – ستيفن آدامز لاعب كريكت نيوزلندي.

### مايو
- 2 مايو – جون فلمنج لاعب رغبي نيوزيلندي.
- 19 مايو – ريتشارد ويلسون لاعب رغبي نيوزيلندي.
- 26 مايو – غرانت بيري لاعب رغبي نيوزيلندي.

### أغسطس
- 23 أغسطس – روبرت شامبرز

### سبتمبر
- 7 سبتمبر – مارك هنتر مغني نيوزيلندي.
- 12 سبتمبر – راميش باتل لاعب هوكي حقل نيوزيلندي.
- 14 سبتمبر – برايان موريسي لاعب رغبي نيوزيلندي.
- 16 سبتمبر – تيم لوغان مُجدّف نيوزيلندي.

### نوفمبر
- 22 نوفمبر – دين بوكانان رسام نيوزيلندي.

### ديسمبر
- 5 ديسمبر – غرايم ويست لاعب دوري رغبي نيوزيلندي.
- 19 ديسمبر – باول ماك إيوان لاعب كركيت نيوزيلندي.

## وفيات

### مارس
- 25 مارس – بيلي واتسون (مواليد 1869)
- 30 مارس – بيرت بيلي (مواليد 1868) ممثل نيوزيلندي.

### أبريل
- 13 أبريل – آرثر همفريز (مواليد 1874)
- 20 أبريل – ألفرد فيل (مواليد 1878)

### يونيو
- 5 يونيو – بيرسي نيفيل بارنت (مواليد 1881)
- 10 يونيو – لين ماسون (مواليد 1903) لاعب دوري رغبي نيوزيلندي.
- 17 يونيو – إريك هالي (مواليد 1893) لاعب رماية جنوب أفريقي.

### يوليو
- 29 يوليو – ريتشارد بيرس (مواليد 1877)

### أغسطس
- 31 أغسطس – آني كريستينا موريسون (مواليد 1870)

### سبتمبر
- 17 سبتمبر – توماس بال (مواليد 1865) لاعب كريكت نيوزلندي.

### أكتوبر
- 16 أكتوبر – همفري أوليري (مواليد 1886) قاضي نيوزلندي.

### نوفمبر
- 15 نوفمبر – آرثر أوسبورن (مواليد 1891) سياسي نيوزيلندي.
- 20 نوفمبر – توماس آدامز (مواليد 1884) لاعب كركيت نيوزيلندي.